# Pescadoires
Pescadoires település Franciaországban, Lot megyében. Lakosainak száma 186 fő (2022. január 1.). Pescadoires Grézels, Lagardelle, Prayssac és Puy-l’Évêque községekkel határos.

## Népesség
A település népességének változása:
| Lakosok száma | 148  | 150  | 133  | 133  | 177  | 192  | 190  | 187  | 186  | 186  |
|               | 1968 | 1982 | 1990 | 2006 | 2013 | 2015 | 2017 | 2019 | 2020 | 2022 |